# Jaguar XJ (X351)
Jaguar X351 je poslední generací luxusního sedanu řady XJ vyráběného britskou automobilkou Jaguar Cars. Výroba probíhá od roku 2010, kdy nahradil typ X350, do současnosti.

## Popis
Představení nejnovější generace Jaguaru XJ, které proběhlo v červenci 2009 v Londýně, znamenalo konec klasických linií používaných již v první sérii řady XJ z roku 1968, a jež setrvaly ve výrobním programu (s krátkou přestávkou u modelu XJ40) až k modelu X350, tedy těsně přes 40 let. Zatím poslední XJ dostalo zcela moderní design, inspirovaný menším modelem XF i sportovním XK. Především oblast přídě je téměř shodná s konceptem C-XF, který byl představen v roce 2007. Profil karoserie se nese ve sportovnějším duchu než bylo u předchůdců zvykem, důležitým designovým prvkem jsou zatmavené plochy u svažujících se C-sloupků, které společně se zadními světly vytaženými na zadní blatníky zmenšují nežádoucí vizuální efekt z masivní zádě, který vzniká díky pomalu splývající střeše k zádi vozu. Zadní světla jsou atypicky tvarovaná do svislých pásů, pod nimiž se nachází dvojice koncovek výfuku. Dalšími typickými znaky nového XJ jsou vyšší boky karoserie a oproti zadnímu kratší přední převis. Hodnota součinitele odporu vzduchu (Cx) je uváděna 0,29. Výrazná změna se udála také v interiéru. Zde se poprvé v nabídce značky objevuje prosklená střecha pro všechny nabízené verze modelu. Interiéru dominuje dvojice masivních kruhových výdechů klimatizace, které jsou umístěny na vrcholu středové konzole. Nechybí ve vyšší třídě obvyklá široká škála příplatkových doplňků, zahrnujících dřevěné nebo karbonové dekory, kožená čalounění či různá multimediální zařízení. Mezi nejpokrokovější patří dotyková obrazovka umožňující sledování různých funkcí obrazovky (navigace, filmy) z různých úhlů. Klasické analogové ukazatele nahradily digitální ukazatele umístěné na obrazovce před řidičem. Oproti minulé generaci vzrostl zavazadlový prostor na 520 l.

## Technika

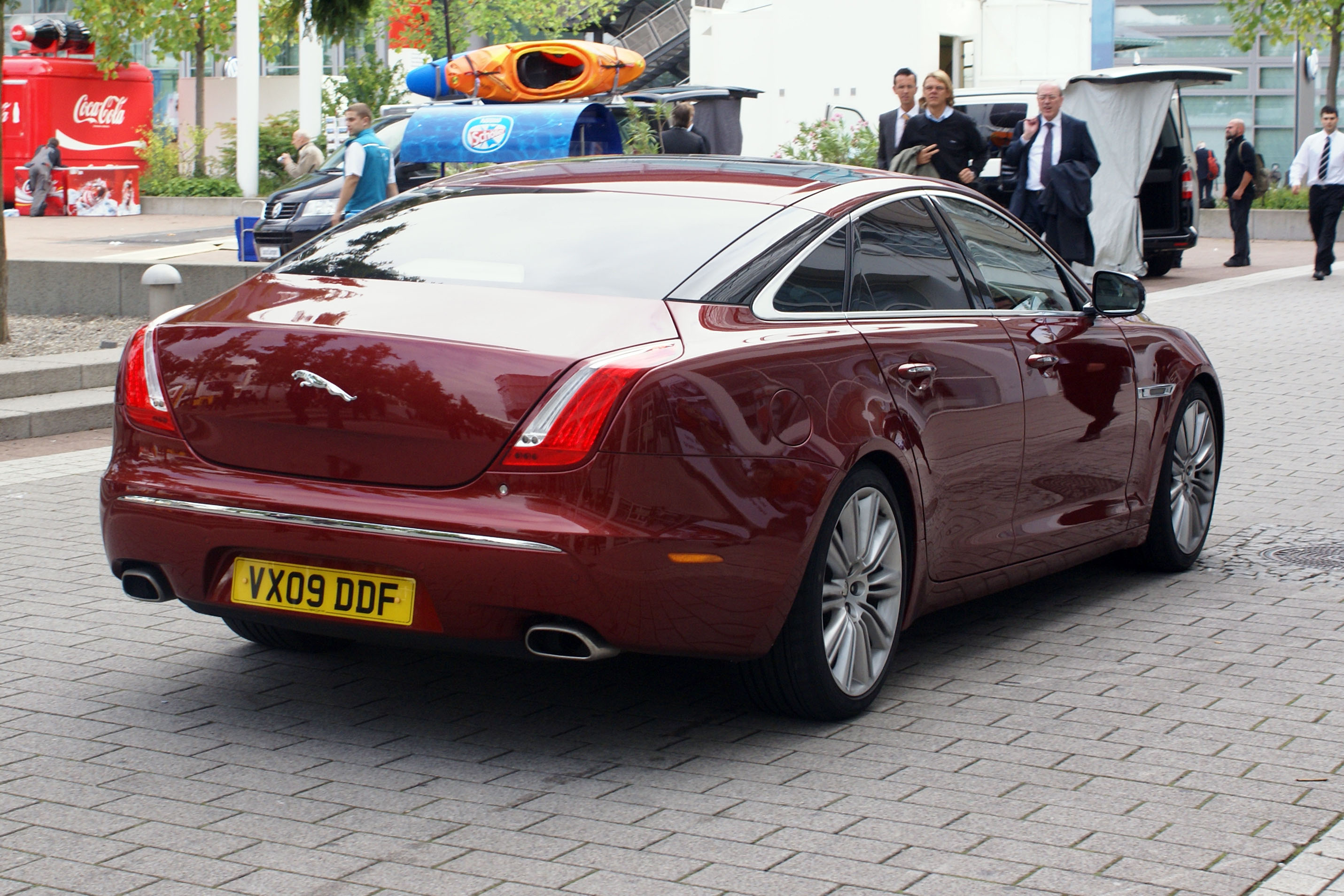
Jaguar XJ

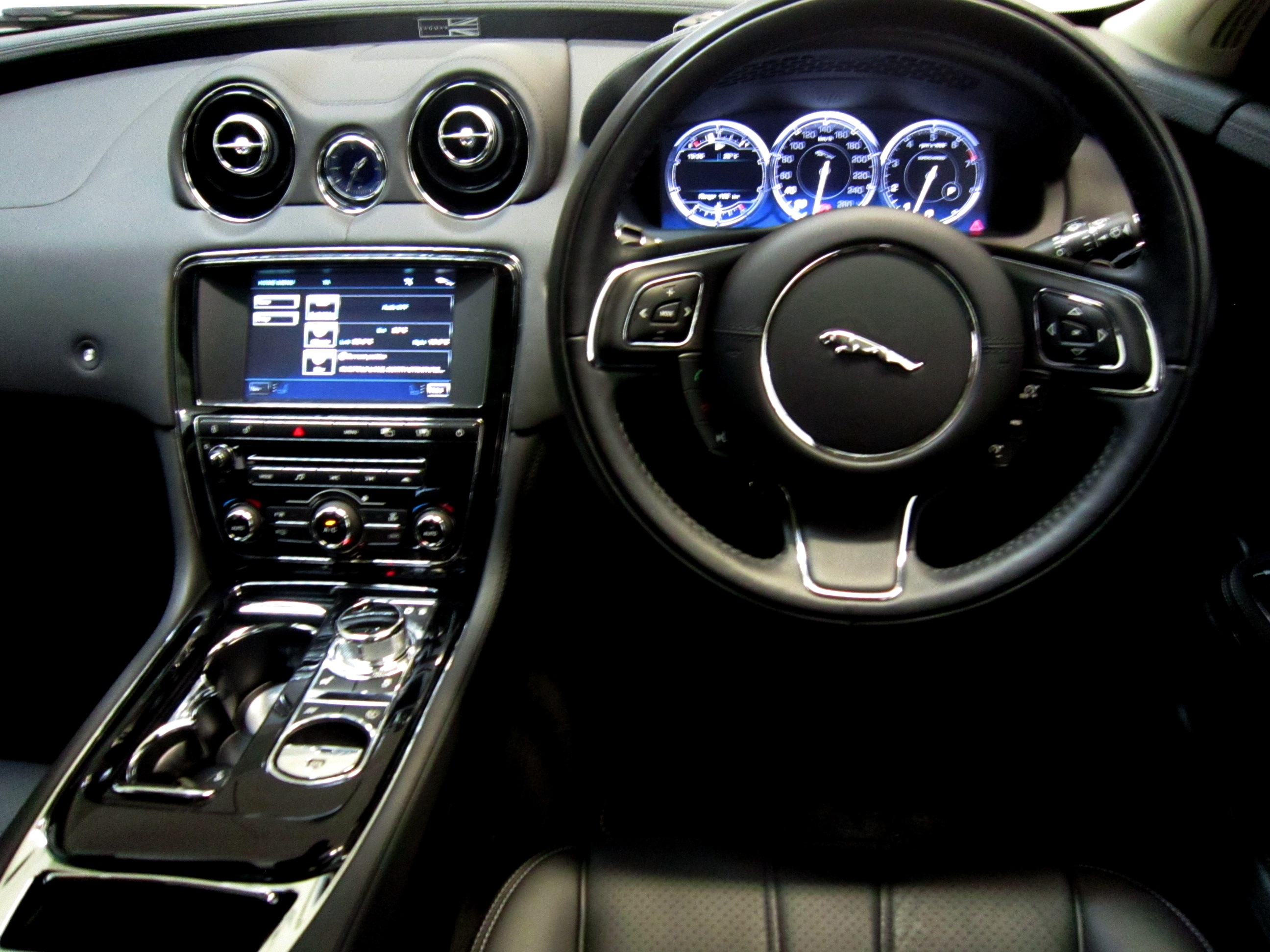
Jaguar XJ

Konstrukce ve značné míře vychází z předchozího modelu. Došlo k modernizaci hliníkové karoserie, která společně s použitými hořčíkovými elementy dosahuje vysoké míry tuhosti a nižší pohotovostní hmotnosti. Zároveň došlo ke snížení počtu komponentů, z nichž se kostra vozu skládá, čímž se zjednodušila výroba. Pohotovostní hmotnost se pohybuje mezi 1 720 - 1 915 kg (záleží na motorizaci a zvoleném kratším či delším provedení), což z XJ dělá nejlehčí automobil ve své třídě. Systém vzduchového odpružení se stabilizací světlé výšky z předchozího modelu byl zachován pouze na zadní poháněné nápravě, vpředu byl nahrazen klasickými ocelovými pružinami. Ke komfortu podvozku přispívají také adaptivní tlumiče. Všechna současná provedení (modelový rok 2010) používají šestistupňovou automatickou převodovku s možností sekvenčního řazení.
Základní motorizací je vidlicový šestiválcový 3 l bi-turbodiesel označovaný AJ-V6 Gen III, který společně s motory V8 Gen III debutoval v menším modelu XF. Osmiválce AJ-V8 mají ve všech třech nabízených variantách objem shodných 5,0 litrů. Nabízí se standardní atmosférická varianta a dvě varianty s přeplňováním. Nejvýkonnější model s kompresorovým motorem je pojmenován XJ Super Sports, díky čemuž z nabídky vymizelo označení XJR, známé z předchozích generací jako označení pro nejrychlejší XJ na trhu. Všechny modely mají elektronicky omezenou maximální rychlost na 250 km/h, zrychlení z 0 na 100 km/h se pohybuje v rozmezí od 4,9 sekundy (Super Sports) po 6,4 sekundy (V6 diesel).
| Zážehové motory - V8 5,0 litru - 283 kW/ 385 koní - V8 5,0 S/C (přeplňovaný) - 346 kW/ 465 koní - V8 5,0 S/C (přeplňovaný) - 375 kW/ 504 koní | Vznětové motory - V6 3,0 litru - 202 kW/ 272 koní |

## Modely
Modelová paleta se skládá ze čtyř různých provedení, lišící se motorem i stupněm výbavy. Základní a nejlevnější provedení nese název Luxury a dodává se s dieselovým šestiválcem. Nabídka pokračuje modelem Premium Luxury, kde má již zákazník na výběr i nejslabší osmiválec. Předposledním stupněm nabídky je verze Portfolio s motorem V6, V8 a slabším z dvojice přeplňovaných V8. Vrcholem nabídky je kompresorový Super Sports v kombinaci s nejsilnějším osmiválcem. K dostání je také verze s prodlouženým rozvorem náprav (+ 125 mm), která nese označení XJ L (5 247 x 2 110 x 1 448 mm). Za prodlouženou verzi se připlácí cca 130 000 Kč. Pro nejnáročnější klienty existuje speciální pancéřovaná varianta standardního XJ, nazývaná Sentinel s pohotovostní hmotností 3 300 kg, schopná odolat až 15 kg trhaviny TNT, kterou pohání motor V8 o výkonu 385 koní.